# Fabian Weickmann
Fabian Weickmann (* in Leipheim; † 29. November 1526) war ein deutscher Bischof und Weihbischof in Eichstätt.
Um 1512 wurde Weickmann zum Weihbischof in Eichstätt und Titularbischof von Philadelphia in Arabia ernannt. Am 12. Februar 1514 weihte ihn Gabriel von Eyb, Bischof von Eichstätt, zum Bischof. Er assistierte bei der Weihe von Christoph von Stadion und Weigand von Redwitz.